# Orkan
Orkan é um álbum de estúdio de 2012 da banda sueca de progressive/folk metal Vintersorg.[carece de fontes?] Como nos dois álbuns anteriores, todas as letras estão em sueco. Este é o segundo de uma planejada série de quatro álbuns conceituais baseada em elementos, que começou com  Jordpuls.

## Faixas
| N.º            | Título                       | Duração |  |
| 1.             | "Istid"                      | 05:51   |  |
| 2.             | "Ur stjärnstoft är vi komna" | 07:07   |  |
| 3.             | "Polarnatten"                | 07:24   |  |
| 4.             | "Myren"                      | 05:03   |  |
| 5.             | "Orkan"                      | 05:14   |  |
| 6.             | "Havets nåd"                 | 06:38   |  |
| 7.             | "Norrskenssyner"             | 06:08   |  |
| 8.             | "Urvädersfången"             | 07:03   |  |
| Duração total: | Duração total:               | 50:28   |  |

## Créditos

### Vintersorg
- Andreas Hedlund  - vocais, guitarras (acústica, solo, base), baixo, teclado, programação
- Mattias Marklund - guitarras (solo, base)

### Participações e contribuições
- Cia Hedmark - vozes femininas em "Norrskenssyner"
- Kris Verwimp - arte de capa, folheto
- Orjan Fredriksson - fotografia

- Produção, engenharia, masterização e mixagem: Vintersorg